# The Gangster as Tragic Hero
The Gangster as Tragic Hero (Il Gangster come eroe tragico) è un saggio di Robert Warshow pubblicato per la prima volta nel 1948. Nel suo scritto, l’autore, analizza sotto diversi punti di vista una figura molto importante per la cinematografia dell’epoca: il “Gangster”.

## Introduzione
Inizia proprio parlandoci del perché sia nato questo personaggio. In quegli anni in America 'la felicità diventa', per la prima volta, un 'problema politico': se uno è triste sarà anche colpa, in parte, dello stato in cui vive. Nasce in quel periodo la cultura di massa: ogni suo prodotto è un atto pubblico e come tale deve essere degno di stare tra il pubblico.
Lo scopo della cultura di massa è di 'tenere alto il morale' e perciò spinge alla felicità, vuole che venga data speranza, vuole stare bene. La cinematografia allora, si impegna nell’adempiere alla richiesta del pubblico producendo alcune commedie che tengano su il morale, che ignorano la morte e la sofferenza. Questa corrente, però, risulta essere 'vuota di contenuto' e non davvero efficace al suo scopo; ciò non accade solo in ambito cinematografico, la vuotezza di contenuto, la troppa ostentazione alla “facile” felicità viene apportata un po’ in tutti i campi 'producendo', in alcune persone, 'l’effetto opposto'. 
Al fenomeno della cultura di massa si oppone il senso di 'disillusione e fallimento' che derivano proprio da quel 'finto ottimismo' e vanno a formare nelle arti forme di espressione non specifiche (ad esempio nella musica troviamo il jazz o nel cinema i fratelli Marx, la soap opera) in cui compare sempre una vena nichilista.

## Il Gangster Movie
Nasce in questo periodo il Gangster Movie, questo tipo di cinematografia non ha bisogno di distorcere la realtà per simulare una situazione di disagio. 
Il Gangster Movie è la 'nuova tragedia moderna'. Questo genere è nato per dar voce a quella parte di America che non crede al “american way of life”. Questo tipo di film non viene creato per farci vedere come agivano i gangster in America, ma per rappresentare quell’americano che 'rigetta la nuova idea di “felicità”', come se il genere parlasse al posto dello spettatore.

### La città
La figura del gangster è catapultata nell’immaginario della sua città: lui è l’uomo della città, parla il suo slang, la conosce, la sua città è triste e pericolosa. Come scrive Robert Warshow: "Una città vera produce solo criminali; la città immaginaria produce i gangster: quello che noi vogliamo essere, e ciò che abbiamo paura di poter diventare".

### Il Gangster
Il gangster, ha delle abilità che tutti vorrebbero avere ed agisce compiendo il suo destino ed imponendosi continuamente sugli altri. 
Questa figura è molto razionale, ma segue una certa logica: la sua. Lui schiaccia chi vuole, vìola le persone, le ferisce. Traiamo un’idea del suo sadismo dalla sua brutalità. Al suo sadismo però, si collega il nostro: gli spettatori che guardano un Gangster Movie accrescono la loro soddisfazione doppiamente sia guardando la sua ferocia sugli altri sia vedendo questa che gli si ritorce contro. 
Noi non possiamo vedere la “normale” routine di un gangster, vediamo solo la sua  brutalità: questa allora diventa, per lo spettatore, la sua routine ed è qui che si fondono razionalità ed irrazionalità.
Tutta la vita del gangster gira attorno ad una cosa: il successo. Il destino di quest’uomo è arrivare al successo. Per l’archetipo del gangster il successo deriva dall’infinità possibilità di brutalità. Più lui è forte, più può fare ciò che vuole, più ha successo. Tra il film e lo spettatore, però, si crea una comune idea di concezione della vita: l’uomo può avere successo o fallire, il gangster è destinato al fallimento. Alla fine di ogni Gangster Movie, infatti, la situazione precipita e si esaurisce con la morte. Warshow ci cita Scarface in cui troviamo, nelle scene iniziali, un uomo molto potente, di grande successo, ma che ci fa presagire di già la sua morte.

### Perché il gangster muore?
Perché rimane solo ed è pericoloso restare soli. Eppure, il successo comporta di restare soli, perché 'l’affermare una posizione dominante individuale che è imposta sugli altri suscita automaticamente il loro odio'. Secondo Warshow l’intera vita del gangster è uno sforzo per emergere come individuo, per 'emergere nella folla', ma la sua morte è la conseguenza del suo essere un individuo: 'la morte lo rende un fallito'.
T.S. Eliot ha fatto notare come i personaggi shakespeariani, alla loro morte, 'parlino in terza persona' poiché con loro muore un “personaggio”, uno “stile di vita”, così fa il gangster che, solo, morente, parla a sé stesso in terza persona (“è questa la fine di Rico?”).
La morte del Gangster non deriva dalle sue azioni illegali, dalle cattiverie commesse, deriva dall’aver avuto successo.
Ma la risoluzione del dilemma è nella morte del gangster, non della nostra. Noi siamo ancora al sicuro, possiamo scegliere di tentare e possiamo scegliere di fallire.